# 兰迪·加德纳
兰迪·加德纳（英語：Randy Gardner，1958年12月2日—），美国男子花样滑冰运动员。他曾代表美国参加世界花样滑冰锦标赛，获得一枚金牌和二枚铜牌。他也参加了1976年和1980年冬季奥运会。